# 查尔斯·朗·弗利尔奖章

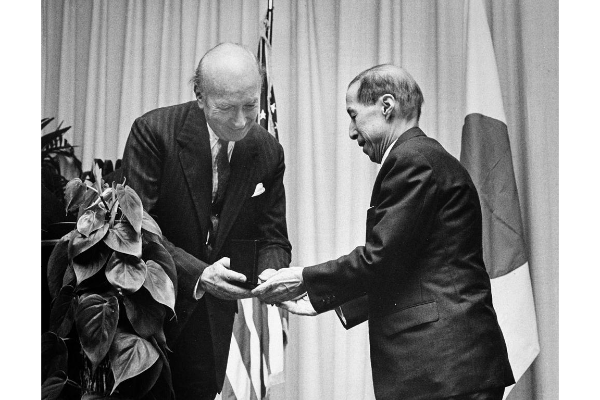
史密森尼学会授予第四位获得者田中一松仪式，1973年5月2日美国华盛顿

查尔斯·朗·弗利尔奖章 （英語：Charles Lang Freer Medal）是美国史密森尼学会1956年设立的一项艺术奖。以弗瑞尔艺廊的创建者艺术收藏家查尔斯·朗·弗利尔的名字命名。奖牌间隔性地授予给学者，以表彰他们在艺术史上做出杰出的贡献。

## 获得者
- 第一位; 喜龍仁, 1956年2月15日[1]
- 第二位; Ernst Kühnel, 1960年5月3日[2]
- 第三位; 矢代幸雄, 1965年9月15日[3]
- 第四位; 田中一松, 1973年5月2日[4]
- 第五位; Laurence Sickman, 1973年9月11日[5]
- 第六位; Roman Ghirshman, 1974年1月16日[6]
- 第七位; 罗樾, 1983年5月2日[7]
- 第八位; Stella Kramrisch, 1985年
- 第九位; Alexander Coburn Soper III, 1990年[8]
- 第十位; Sherman Lee, 1998年[9]
- 第十一位; Oleg Grabar, 2001年[10]
- 第十二位; 高居翰, 2010年
- 第十三位; John M. Rosenfield, 2012年